# Mémoires d'immigrés, l'héritage maghrébin
Pour plus de détails, voir Fiche technique et Distribution.
Mémoires d'immigrés est une série de 3 documentaires de 52 min de Yamina Benguigui réalisés en 1997.
Ces témoignages relatent l'histoire des immigrés maghrébins, venus en France lors des pénuries de main d'œuvre, de leurs familles qui les ont rejoints, et des générations qui leur ont succédé.
1. Les Pères[1]
2. Les Mères[2]
3. Les Enfants[3]

## Fiche technique
- Titre : Mémoires d'immigrés, l'héritage maghrébin
- Réalisation : Yamina Benguigui
- Scénario :
- Photographie : Bakir Belaïdi et Virginie Saint-Martin
- Montage : Nadia Ben Rachid et Lionel Bernard
- Production : Philippe Dupuis-Mendel
- Société de production : Bandits Productions et Canal+
- Société de distribution : Cara M (France)
- Pays :  France
- Genre : Documentaire
- Durée : 160 minutes
- Dates de sortie : 
  -  France : 30 mai 1997 (télévision), 4 février 1998

## Distinctions
Cette série est primée en 1998 comme meilleur documentaire, Golden Gate Award au San Francisco International Film Festival. Le film reçoit aussi le prix Michel Mitrani du Fipa